# Cipariso (ciudad)
Cipariso (en griego, κυπάρισσος, cuyo significado es «ciprés») es el nombre de una antigua ciudad griega de Fócide, que fue mencionada por Homero en el catálogo de las naves de la Ilíada.
Según algunos escolios a la Ilíada su nombre podía ser debido a un personaje de la mitología griega llamado Cipariso o por ser un lugar abundante en cipreses. Estrabón menciona además una aldea que había cerca de Licorea con ese nombre.
Se desconoce su localización exacta ya que, aunque Pausanias dice que Cipariso era el nombre antiguo de Anticira, tal identificación no es segura.